# Priscatoides tatila
Priscatoides tatila är en skalbaggsart som beskrevs av Dillon 1945. Priscatoides tatila ingår i släktet Priscatoides och familjen långhorningar. Inga underarter finns listade i Catalogue of Life.